# Ouled Ayad
 (septembre 2021).
Si vous disposez d'ouvrages ou d'articles de référence ou si vous connaissez des sites web de qualité traitant du thème abordé ici, merci de compléter l'article en donnant les références utiles à sa vérifiabilité et en les liant à la section « Notes et références ».
Ouled Ayad (en arabe : أولاد عياد) est un village algérien situé dans la commune d'Hammam Guergour, dans la Wilaya de Sétif, en Algérie.

## Géographie
Ouled Ayad est situé au sud de la commune d'Hammam Guergour, à la frontière avec la wilaya de Bordj Bou Arreridj.

## Histoire
Pendant la colonisation française, Ouled Ayad faisait partie de la commune de Maoklane.
Les Ouled Ayad sont des Iyadh, tribu  Athbedj des Bani Hilal du Djebel Maadid du sud de Bordj Bou Arreridj. Composé également de familles mrabitin, andalouses et hilaliennes d'autres régions.
Les familles d'Ouled Ayad sont toutes arabes mais d'origines diverses (Hilalienne, Arabo-Andalouse, Chorfa) ...
La plupart des habitants de Boufaroudj, qui est le chef-lieu de la commune d'Hammam Guergour sont originaires d'Ouled Ayad.